# Ngô Đình Diệm
Ngô Đình Diệm (Huế, 3 gennaio 1901 – Saigon, 2 novembre 1963) è stato un politico vietnamita.
Soprannominato propagandisticamente dal vicepresidente degli Stati Uniti Lyndon Johnson, "il Churchill dell'Asia sud-orientale", è stato il primo presidente autonominatosi della Repubblica del Vietnam del Sud dal 1955 al 1963.
Nato da una famiglia cattolica di nobili origini, giovanissimo divenne funzionario dell'amministrazione francese, mentre negli anni trenta fu ministro degli Interni dell'imperatore Bảo Đại. Durante la seconda guerra mondiale, per paura di una rappresaglia giapponese, lasciò il paese natio per poi ritornarvi nove anni dopo. Nel 1954, opponendosi alle decisioni della conferenza di Ginevra sull'Indocina (in particolare l'indizione di un referendum in vista dell'unificazione del paese in quanto la sua divisione era ritenuta transitoria), Diệm e i cattolici non ritenevano possibile libere elezioni sotto la pressione del partito comunista. Diêm costituì così un governo filo-statunitense nel Vietnam meridionale, che si reggeva sull'appoggio della minoranza cattolica.
Il 23 ottobre 1955 Diệm depose l'imperatore Bảo Đại e proclamò la Repubblica del Vietnam, divenendone il 26 ottobre il primo presidente. In particolare ad appoggiare Diệm era il milione di cattolici fuggiti dal Vietnam del Nord a causa della nascita del governo comunista di Ho Chi Minh. Il regime - datosi nel 1956 una costituzione autoritaria - suscitò la protesta della maggioranza buddista e operò contro il nascente movimento di guerriglia comunista, organizzato nel Fronte nazionale di liberazione. Diệm venne assassinato nel 1963 insieme al fratello, nel corso di un colpo di Stato preparato con il concorso dei servizi segreti statunitensi e con l'avallo formale del presidente John Fitzgerald Kennedy.
Tuttavia, alcuni studi accademici più recenti, basati su fonti e opinioni incentrate sul Vietnam, presentano Ngo Dinh Diem sotto una luce positiva, come un leader competente con una visione a lungo termine sulla costruzione della nazione e sulla modernizzazione del Vietnam del Sud. Secondo questi studiosi, la sua politica economica e sociale sarebbe stata positiva, con la costruzione di nuove scuole pubbliche e una rapida crescita economica nel Vietnam del Sud.

## Biografia

### Le origini e la carriera politica
Ngô Đình Diệm nacque a Huế, la capitale originaria della Dinastia Nguyễn del Vietnam. La famiglia Diệm proveniva dal villaggio Phu Cam (Vietnam centrale) ed era di religione cattolica, convertita dai missionari portoghesi già nel XVII secolo. Suo fratello Pierre Martin Ngô Đình Thục fu arcivescovo di Hué dal 1960 al 1968 e un altro membro della famiglia, François-Xavier Nguyễn Văn Thuận, divenne cardinale. Lo stesso Diệm era un oblato benedettino, avendo professato i voti di povertà, castità e obbedienza, il 1º gennaio del 1954 nel monastero di Sant'Andrea a Bruges. Ngô Đình Nhu fu l'altro fratello, che diverrà suo consigliere.
Iniziò la sua carriera politica alla fine degli anni 1920 come mandarino presso l'amministrazione dell'Indocina francese e nel 1929 venne promosso a governatore della provincia di Binh Thuan; dopo la guerra d'Indocina divenne Primo Ministro e successivamente presidente della Repubblica del Vietnam nel 1955.

### Le riforme e la crisi buddista del 1963
(Il vicepresidente Lyndon Johnson durante una visita nel Vietnam del Sud nel 1961.)
In Vietnam del Sud la popolazione di religione buddista vietnamita era stimata circa il 50% del totale ed era guidata dal monaco vietnamita di scuola Mahayana Thich Tri Quang.
Ngô Đình Diệm e l'arcivescovo di Hué suo fratello, Pierre Martin Ngô Đình Thục, facevano parte della minoranza convertita al cattolicesimo durante il periodo del dominio coloniale francese. Per questo motivo Diệm introdusse una serie di politiche volte a favorire il Cattolicesimo a discapito del Buddhismo e delle altre minoranze religiose, confuciane, taoiste e animiste. Quindi in campo legale Diệm introdusse delle riforme come l'abolizione del divorzio, il divieto dell'uso dei contraccettivi e l'illegalità dei rapporti extraconiugali. Altre misure riguardarono la creazione dell'istituto educativo di Vinh-Long, deputato alla formazione dei quadri dirigenti del regime, in cui furono scelti come insegnanti solo preti cattolici; la ridistribuzione delle terre, la possibilità di fare carriera nell'esercito: i cattolici furono favoriti rispetto agli appartenenti ad altre confessioni religiose. Fu durante questo regime che la Chiesa cattolica divenne il più grande proprietario di latifondi di tutto il Vietnam del Sud.
Ai preti cattolici fu concesso di costituire dei gruppi armati, mentre ai villaggi che dovevano essere evacuati, in base alle politiche di lotta contro la guerriglia comunista, si concedeva di restare nelle proprie terre solo qualora si fossero convertiti al cattolicesimo. In tutto il Vietnam del Sud rurale si susseguirono assalti ai monasteri buddhisti, con devastazioni, senza che la polizia intervenisse o identificasse i responsabili. Le bandiere religiose dovevano essere esposte al di sotto della bandiera nazionale e solo su complessi religiosi.
Tuttavia, secondo lo storico Mark Moyar, Diem aveva guidato le politiche pubbliche favorevoli alle comunità buddiste del Vietnam del Sud, concedendo loro il permesso di svolgere attività religiose che erano state vietate dalla ex potenza coloniale francese e il finanziamento della costruzione di scuole buddiste, organizzazione di cerimonie e costruzione di nuove pagode. Tra i diciotto membri del gabinetto di Diệm c'erano cinque cattolici, cinque confuciani e otto buddisti, tra cui un vicepresidente e un ministro degli esteri. Solo tre dei diciannove migliori capi militari erano cattolici.
L'8 maggio iniziò la crisi buddista del 1963, in occasione della festa del Vesak i buddhisti vietnamiti, sfidando il governo di Diệm, scesero in massa per le strade chiedendo l'uguaglianza religiosa e sventolando le bandiere buddhiste. Il governo accusò la manifestazione di essere politica e con infiltrazioni comuniste. A Huế, seconda città del Vietnam e governata da un fratello del presidente, la polizia sparò sulla folla uccidendo nove persone e ferendone quattordici. Ufficialmente il governo di Diệm incolpò i Viet Cong esacerbando ancor di più gli animi e provocando altre manifestazioni.
Se il governo Diệm ha sempre negato ogni accusa di persecuzione dei buddisti e presentato queste immolazioni e rivolte a seguito di infiltrazioni di guerriglieri comunisti travestiti da monaci buddisti; alcuni autori franco-vietnamiti sostengono questa tesi di infiltrazione, che ha permesso una grande manipolazione di questi disordini da parte della propaganda americana e nordvietnamita al fine di destabilizzare e demonizzare il governo sudvietnamita. Le retate della polizia hanno permesso alle autorità sud vietnamite di scoprire la presenza di armi da guerra in diverse pagode, con la conseguente chiusura di 12 di esse.
A quel tempo Presidente degli Stati Uniti era John Fitzgerald Kennedy, che - pur essendo di religione cattolica - in campo religioso era di visione più liberale. Egli fece intimare da Henry Cabot Lodge, Jr., suo ambasciatore a Saigon, che avrebbe ritirato i suoi aiuti a Diệm, se questi non avesse smesso di perseguitare i buddisti. La risposta di Diệm fu una repressione ancora più violenta, e di conseguenza l'amministrazione Kennedy decise di non appoggiarlo più. Alcuni generali di Diệm prospettarono quindi un colpo di Stato e lo portarono a termine in due giorni.

### Il colpo di Stato e l'assassinio
(L'ambasciatore americano a Saigon, Henry Cabot Lodge Jr., in un telegramma inviato a Washington il 29 agosto 1963.)

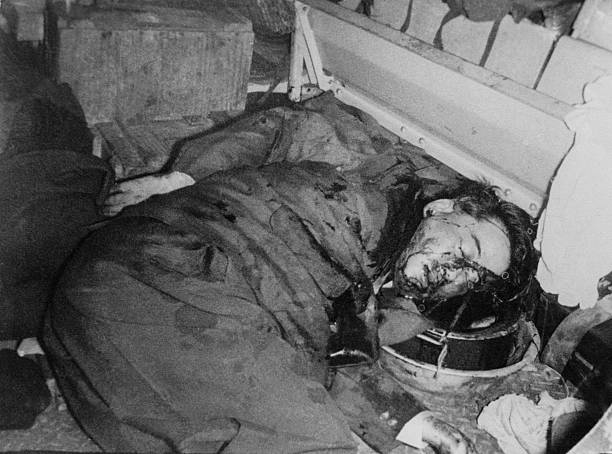
Il corpo di Diệm nella parte posteriore della APC, dopo essere stato giustiziato in strada per il quartier generale militare.

Su ordine di Kennedy, l'ambasciatore americano nel Vietnam del Sud Henry Cabot Lodge rifiutò di incontrare Diệm. Dopo aver saputo della realizzazione del colpo di Stato da parte dei generali dell'ARVN e guidato dal generale Dương Văn Minh, gli Stati Uniti garantirono il segreto per i generali e la non interferenza. Dương Văn Minh e i suoi cospiratori rovesciarono il governo il 1º novembre 1963.
Il golpe fu molto rapido. Il 1º novembre 1963, con la sola guardia rimasta a difendere il palazzo, il Presidente Diệm e suo fratello minore, Ngô Đình Nhu, i generali chiamarono a palazzo Diệm offrendogli esilio sicuro fuori dal paese se si fosse arreso. Tuttavia, quella sera, Diệm e il suo entourage fuggirono attraverso un passaggio sotterraneo per Cholon, dove furono catturati la mattina seguente, il 2 novembre. I fratelli furono giustiziati dietro un blindato da trasporto, dal Capitano Nguyen Van Nhung mentre era in viaggio per il Quartier generale dello Stato maggiore generale sudvietnamita. Diệm fu sepolto in una tomba senza lapide nel cimitero Mạc Đĩnh Chi, vicino alla casa dell'ambasciatore statunitense.

### Il dibattito sull'omicidio
Per lo storico Keith Taylor, la vera ostilità degli Stati Uniti nei confronti del governo Diem non è in realtà legata alla crisi buddista, ma piuttosto al fatto che Diệm abbia mostrato una crescente sfiducia negli Stati Uniti; a causa della politica americana in Laos, che non si è astenuta dalle incursioni del Vietnam del Nord nel territorio del Vietnam del Sud; possibili incursioni in tutto il territorio del Laos. Secondo lui, i disaccordi tra sudvietnamiti e americani sulla risposta alla minaccia comunista stavano crescendo; Diệm, che temeva che la crescente presenza militare USA nel Vietnam del Sud avrebbe minacciato le sue credenziali nazionaliste e l'indipendenza del suo governo, si sarebbe rifiutato di inviare truppe americane sul terreno.
Nel 1963 Diem e suo fratello minore Nhu cercarono di rompere l'alleanza politico-militare che collegava il loro paese agli Stati Uniti. Gli americani, ansiosi di impegnarsi più profondamente nel Vietnam del Sud (inviare truppe, fondare le basi statunitensi, che Ngo Dinh Diem ha sempre rifiutato), temendo che una tale iniziativa servisse la propaganda del Vietnam del Nord, si convinsero che quest'ultimo non fosse in grado di sconfiggere la guerriglia dei Vietcong e quindi cercarono di rovesciare il potere di Diem giungendo persino all’omicidio. Così facendo poterono contare sul potere di una giunta militare considerata più favorevole ad un aumento del coinvolgimento militare americano contro i comunisti, comportando un aumento delle tensioni che portarono alla successiva guerra del Vietnam.
Documenti declassificati dall'archivio per la sicurezza nazionale degli Stati Uniti sono arrivati a incolpare del colpo di stato e della morte dell'ex presidente del Vietnam del Sud direttamente la CIA e John Fitzgerald Kennedy.